# Années 230
Les années 230 couvrent la période de 230 à 239.

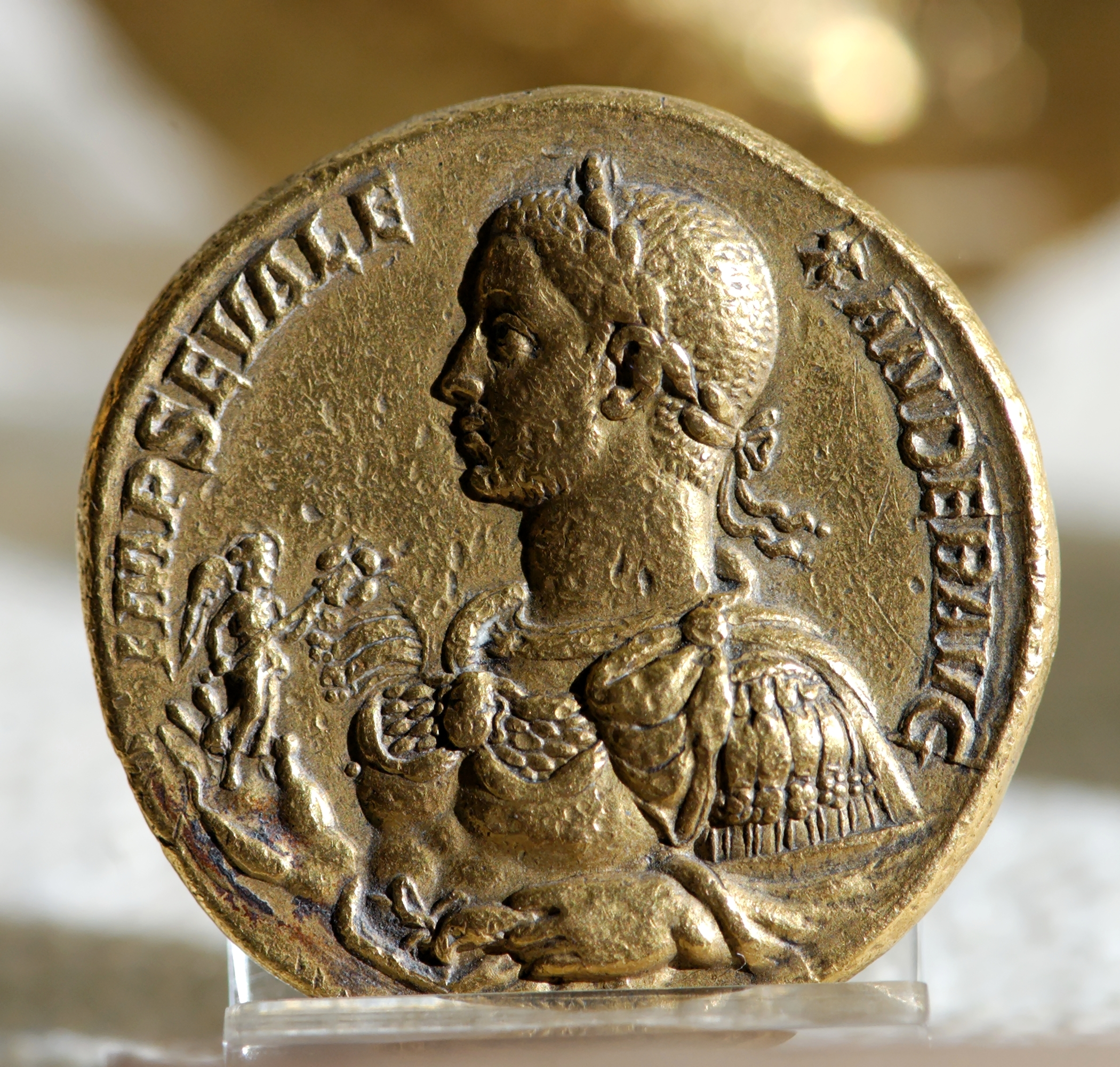
Multiple d'or d'Alexandre Sévère, vers 230 ap. J.-C.

## Événements
- Vers 230 : 
  - Azaba, roi d’Aksoum (Éthiopie)[1].
  - au Japon, une reine appelée Himiko, de sa capitale appelée Yamatai, étend son autorité sur de nombreux clans. Le Shinto se serait constitué dans sa forme primitive dès cette époque[2].
- 230-232 : offensive sassanide en Mésopotamie romaine[3].
- 234-235 : poussées des Goths, des Quades, des Sassanides et des Alamans contre l'empire romain[4]. Sévère Alexandre est assassiné au cours d'une mutinerie menée par Maximin le Thrace, mettant ainsi fin à la dynastie des Sévères et entamant, selon certains historiens, la Crise du troisième siècle[5] et l'Anarchie militaire jusqu'en 284[6].

- 235-238 : persécution du clergé chrétien sous Maximin, sans beaucoup d'effet[7].
- 238 : 
  - année des six empereurs dans l'empire romain[8].
  - les Goths, partis des rives de la Vistule, atteignent la mer Noire[9].

- La Thessalie forme sous Sévère Alexandre une province séparée de la Macédoine[10].

## Personnages significatifs
- Antère
- Ardachîr Ier
- Balbin
- Cécile de Rome
- Fabien (pape)
- Gordien Ier, Gordien II, Gordien III
- Maxime Pupien
- Maximin le Thrace, empereur (235 - 238)
- Sévère Alexandre
- Origène
- Pontien